# 1027

## Nașteri
- Albert al III-lea, conte de Namur (d. ?)

## Decese
- 3 ianuarie: Fujiwara no Yukinari, caligraf japonez (n. 972)